# VT520

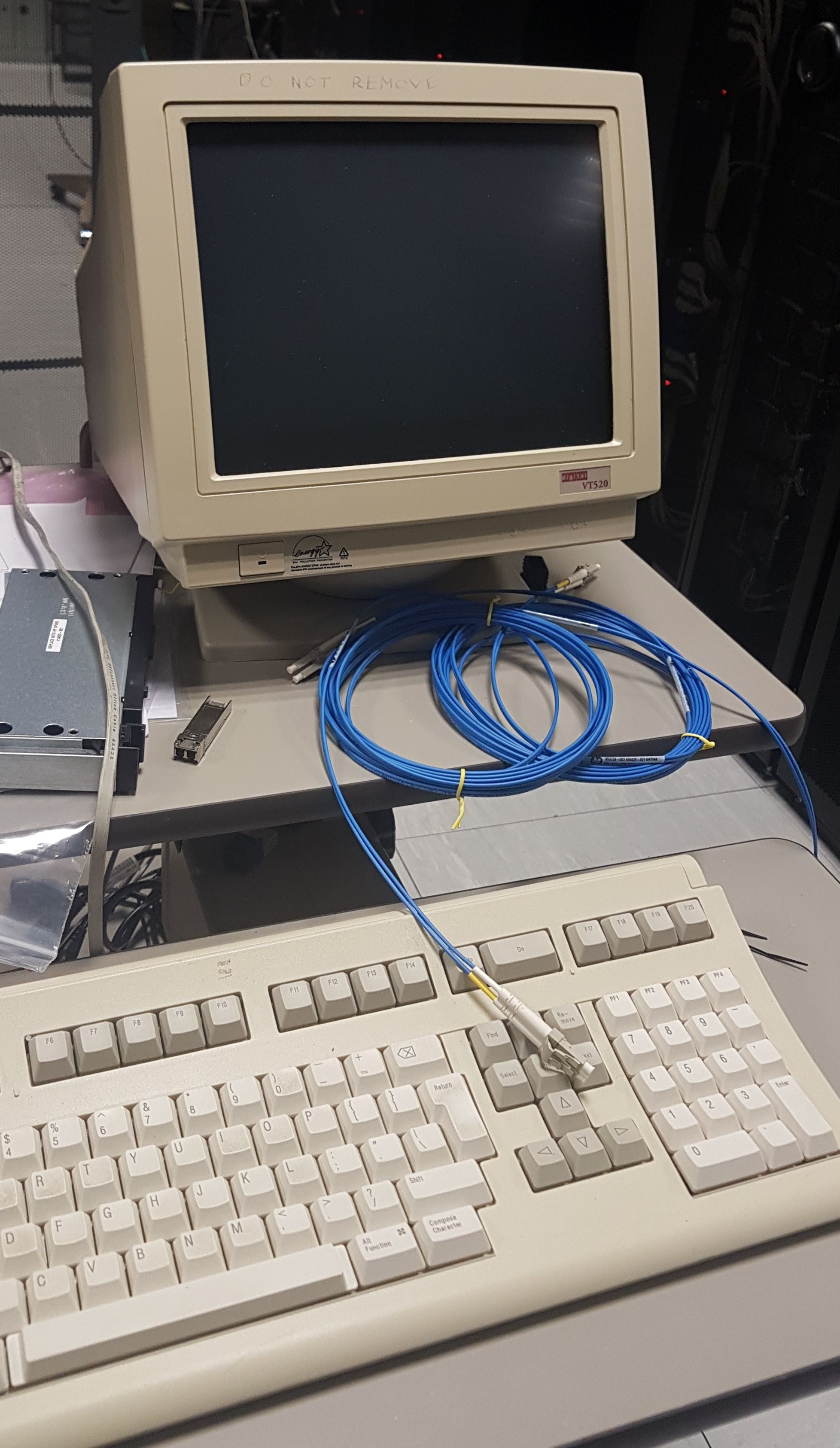
VT520

De VT520 is een ANSI-standaard computerterminal die in augustus 1994 door Digital Equipment Corporation (DEC) werd geïntroduceerd. De VT520 is een monochrome terminal met alleen tekst voor maximaal vier sessies en een ingebouwd 14 inch (35,5 cm) CRT-scherm in groen, amber of wit. De VT510 die al in september 1993 verscheen was een versie voor één sessie, terwijl de VT525 kleurondersteuning toevoegde en een aparte externe monitor gebruikte.
Halverwege de jaren negentig werd de markt overspoeld door goedkope IBM PC-klonen die alle functies van DEC-terminals konden uitvoeren met behulp van een terminalemulator terwijl ze ook andere software draaiden. Ondanks het feit dat de terminalmarkt hierdoor begon in te storten bleven terminals voor DEC van groot belang voor hun minicomputers.
DEC bracht daarom de VT500-serie op de markt als vereenvoudigde en goedkopere opvolger voor de bestaande VT420-tekstterminal en grafische terminals van de VT300-serie. De nieuwe VT500-serie was voorzien van een RS-232C-seriële poort, een Centronics-parallelle poort en een PS/2-toetsenbordconnector, waardoor ze gemakkelijker te integreren waren in een gemengde computeromgeving. Ze hadden ook twee DEC-specifieke MMJ-seriële connectoren en een DEC-specifieke toetsenbordpoort, net als hun voorgangers. Een andere nieuwigheid was een verzameling bureau-accessoires zoals een rekenmachine, wekker en kalender die lokaal op de terminal draaiden.
Kort nadat DEC de VT500-serie introduceerde verkocht het in augustus 1995 zijn volledige terminaldivisie aan Boundless Technologies. Hiermee kwam er een einde aan de Digital VT-terminals, nadat in totaal ongeveer zes miljoen exemplaren waren verkocht.
De VT520 bleef verkrijgbaar bij Boundless Technologies totdat het bedrijf in 2003 failliet ging.